# Espagne au Concours Eurovision de la chanson 1982
L'Espagne a participé au Concours Eurovision de la chanson 1982 le 24 avril à Harrogate, au Royaume-Uni. C'est la 22e participation espagnole au Concours Eurovision de la chanson.
Le pays est représenté par la chanteuse María Lineros Rodríguez, connue sous son nom de scène Lucía (en), et la chanson Él, sélectionnées en interne par la TVE.

## Sélection interne
Le radiodiffuseur espagnol, Televisión Española (TVE), choisit en interne l'artiste et la chanson représentant l'Espagne au Concours Eurovision de la chanson 1982.
| Artiste | Chanson | Langue   | Traduction |
| ------- | ------- | -------- | ---------- |
| Lucía   | Él      | Espagnol | Lui        |

Lors de cette sélection, c'est la chanson Él, interprétée par Lucía, qui fut choisie. Le chef d'orchestre sélectionné pour l'Espagne à l'Eurovision 1982 est Miguel Angel Verona.

## À l'Eurovision

### Points attribués par l'Espagne
| 12 points | Allemagne   |
| 10 points | Belgique    |
| 8 points  | Autriche    |
| 7 points  | Chypre      |
| 6 points  | Israël      |
| 5 points  | Luxembourg  |
| 4 points  | Suède       |
| 3 points  | Irlande     |
| 2 points  | Norvège     |
| 1 point   | Royaume-Uni |

### Points attribués à l'Espagne
| 12 points | 10 points  | 8 points           | 7 points             | 6 points                   |
| --------- | ---------- | ------------------ | -------------------- | -------------------------- |
|           | - Chypre   | - Israël - Turquie | - Allemagne - Suisse | - Finlande                 |
| 5 points  | 4 points   | 3 points           | 2 points             | 1 point                    |
|           | - Belgique |                    |                      | - Luxembourg - Yougoslavie |

Lucía interprète Él en 12e position lors de la soirée du concours, suivant la Belgique et précédant le Danemark.
Au terme du vote final, l'Espagne termine 10e sur 18 pays participants, ayant reçu 52 points au total,.